# Ville Sjöholm
Adolf Vilhelm (Ville) Sjöholm, född 26 maj 1896 i Höganäs, död 3 november 1961 i Höganäs, var en svensk keramiker och målare.
Han var son till disponenten Anders Sjöholm och Helena Möller och från 1924 gift med Ruth Astrid Lindelöv. Efter utbildningen vid Slöjdföreningens skola i Göteborg  1916 studerade han vid Teknisk Selskabs Skole i Köpenhamn 1920 och kombinerade studier och praktikarbete vid Møller & Bøgelys Keramik i Snekkersten och P Ibsens Enkes Terracottafabrik i Köpenhamn. Han anställdes därefter som keramiker vid Andersson & Johansson i Höganäs men etablerade efter kort tid en egen keramikverkstad vid Lerbergsvägen. Vid sidan av sitt arbete som keramiker var han verksam som bildkonstnär och utförde landskapsmålningar från Öresundskusten med båtar, stränder och havet allt insvept i en tunn slöja av soldis. Han medverkade i utställningarna Kulla-konst i Höganäs och Helsingborgs konstförenings utställningar på Vikingsbergs konstmuseum samt i utställningen Hemslöjd på Liljevalchs konsthall.